# Dominique Vésir
Dominique Vésir est un footballeur français né le 19 janvier 1956 à Pau dans les Pyrénées-Atlantiques. Il évolue comme milieu de terrain du milieu des années 1970 au milieu des années 1980.
Formé à l'AS Saint-Étienne avec qui il est champion de France en 1976, il joue ensuite au SC Bastia, à l'US Valenciennes Anzin, au Stade rennais et termine sa carrière au FC Pau sous la houlette de Paul Escudé.

## Biographie
Dominique Vésir débute au club de la Jeanne d'Arc de Pau, il remporte en 1971 le concours du jeune footballeur. Repéré par Pierre Garonnaire, le recruteur de l'AS Saint-Étienne, il rejoint à 16 ans le club du Forez. Il dispute 98 matchs avec l'équipe réserve, remportant le groupe centre de Division 3 à deux reprises, en 1975 et en 1977. Ayant un temps de jeu limité, il ne parvient donc pas à s'imposer en équipe première en ne disputant sous le maillot vert que deux matchs l'année du titre en 1976.
Prêté au Sporting Club de Bastia en même temps que Jean-François Larios et Félix Lacuesta en échange du transfert de Jacques Zimako, il n'est pas considéré comme un titulaire par l'entraineur Pierre Cahuzac et ne dispute qu'un match de championnat. 
Il rejoint alors Valenciennes où il devient un joueur majeur de l’effectif, puis le capitaine de l'équipe. En 1981, il poursuit sa carrière au Stade rennais alors en Division 2. Le club rennais devient champion de France de Division 2 en 1983, mais est relégué dès l'année suivante, malgré des renforts de choix, comme Yannick Stopyra. Il rejoint alors le CS Thonon en 1984 où il termine sa carrière professionnelle en Division 2, à l'âge de 29 ans.
Enfin, il revient dans son Béarn natal - où il réside toujours - pour devenir le capitaine du FC Pau en Division 3 et emmener le club palois sur le podium du championnat de Division 3 en 1986 et en 1987.
Il devient ensuite assureur, métier qu'il exerce pendant dix ans puis il s'occupe du secteur assurance de l'UNFP. En 2004, il rejoint Gras Savoye comme responsable du développement du sport professionnel. 
En 2000, il est le coauteur avec le sociologue Marcel Bolle de Bal d'un livre portant sur les spécificités du sportif de haut niveau.

## Palmarès

### En club
- Champion de France en 1976 avec l'AS Saint-Étienne
- Champion de France de Division 2 en 1983 avec le Stade rennais
- Champion de France de Division 3 (Groupe Centre) en 1975 et en 1977 avec la réserve de l'AS Saint-Étienne

### EnÉquipe de France
- International Amateurs, Juniors et Militaires

### Distinction individuelle
- Vainqueur du concours du jeune footballeur en 1971

## Statistiques
Le tableau ci-dessous résume les statistiques en match officiel de Dominique Vésir durant sa carrière de joueur professionnel.
| Saison      | Club             | Pays   | Championnat | Championnat | Championnat | Coupes nationales | Coupes nationales | Total  | Total |
| Saison      | Club             | Pays   | Division    | Matchs      | Buts        | Matchs            | Buts              | Matchs | Buts  |
| ----------- | ---------------- | ------ | ----------- | ----------- | ----------- | ----------------- | ----------------- | ------ | ----- |
| 1975 - 1976 | AS Saint-Étienne | France | Division 1  | 2           | 1           | -                 | -                 | 2      | 1     |
| 1976 - 1977 | AS Saint-Étienne | France | Division 1  | -           | -           | -                 | -                 | -      | -     |
| 1977 - 1978 | SC Bastia        | France | Division 1  | 1           | 0           | -                 | -                 | 1      | 0     |
| 1978 - 1979 | Valenciennes FC  | France | Division 1  | 29          | 1           | 2                 | 0                 | 31     | 1     |
| 1979 - 1980 | Valenciennes FC  | France | Division 1  | 38          | 6           | 4                 | 0                 | 42     | 6     |
| 1980 - 1981 | Valenciennes FC  | France | Division 1  | 33          | 6           | 1                 | 0                 | 34     | 6     |
| 1981 - 1982 | Stade rennais    | France | Division 2  | 23          | 4           | -                 | -                 | 23     | 4     |
| 1982 - 1983 | Stade rennais    | France | Division 2  | 20          | 0           | 2                 | 0                 | 22     | 0     |
| 1983 - 1984 | Stade rennais    | France | Division 1  | 26          | 5           | 3                 | 0                 | 29     | 5     |
| 1984 - 1985 | CS Thonon        | France | Division 2  | 27          | 4           | -                 | -                 | 27     | 4     |
| 1985 - 1986 | FC Pau           | France | Division 3  |             |             |                   |                   |        |       |
| 1986 - 1987 | FC Pau           | France | Division 3  |             |             |                   |                   |        |       |
| Total       | Total            | Total  | Total       | 199         | 27          | 12                | 0                 | 211    | 12    |